# Latendorf
Latendorf er en by og kommune i det nordlige Tyskland, beliggende i Amt Boostedt-Rickling i den nordlige del af Kreis Segeberg. Kreis Segeberg ligger i den sydøstlige del af delstaten Slesvig-Holsten.

## Geografi
Latendorf ligger omkring 10 km sydøst for Neumünster, 15 km nordøst for Bad Bramstedt og 16 km nordvest for Bad Segeberg ved udkanten af Segeberger Forst. Mod nordøst går Bundesstraße B205 fra Bad Segeberg mod Neumünster, mod syd går Bundesstraße 206 fra Bad Segeberg mod Bad Bramstedt og mod vest går motorvejen A7 fra Hamborg mod Flensborg.